# Jan Bo Petersen
Jan Bo Petersen (Næstved, 28 luglio 1970) è un ex pistard e ciclista su strada danese.

## Palmarès

### Olimpiadi
- 1 medaglia:
  - 1 bronzo (Barcellona 1992 nell'inseguimento a squadre)